# Fausto Gardini
Fausto Gardini (ur. 8 marca 1930 w Mediolanie, zm. 17 września 2008 w Forte dei Marmi) – włoski tenisista, zwycięzca międzynarodowych mistrzostw Włoch, reprezentant w Pucharze Davisa.
Pierwsze sukcesy Gardini osiągał już jako junior, zdobywając u schyłku lat 40. XX wieku dwukrotnie mistrzostwo Włoch juniorów w deblu. Partnerował mu rówieśnik Gianni Clerici, który nie zrobił później wielkiej zawodniczej kariery, ale zyskał sławę jako dziennikarz tenisowy.
Od początku lat 50. Gardini należał do ścisłej czołówki włoskich graczy. W latach 1951–1952 był w IV rundzie, a w 1953 w ćwierćfinale międzynarodowych mistrzostw Francji. W 1951 wyeliminował m.in. Polaka Władysława Skoneckiego, by ulec Amerykaninowi Dickowi Savittowi. Rok później za sprawą Włocha z paryskimi kortami pożegnał się po pięciosetowym pojedynku Australijczyk Ken Rosewall (już w 1953 triumfator zarówno w grze pojedynczej, jak i podwójnej tego turnieju), a Gardini przegrał z najwyżej rozstawionym Jaroslavem Drobnym. W 1953 Gardiniego rozstawiono w mistrzostwach Francji z numerem 8 i zdołał on wreszcie awansować do najlepszej ósemki, gdzie od włoskiego gracza lepszy okazał się ponownie Jaroslav Drobný.
W 1953 Gardini doszedł do finału międzynarodowych mistrzostw Niemiec, ale w decydującym meczu dość łatwo uległ Amerykaninowi Budge’owi Patty’emu 3:6, 2:6, 3:6. Największy sukces w seniorskiej karierze Włoch zanotował w 1955, kiedy przed własną publicznością triumfował w międzynarodowych mistrzostwach Włoch w Rzymie. Zwycięstwo odniósł w niezwykłych okolicznościach; jego przeciwnikiem był dobrze mu znany rodak Giuseppe Merlo, z którym wielokrotnie toczył zacięte mecze. Tym razem Merlo, słynący z nietypowego uchwytu rakiety i specyficznego sposobu serwowania, nie wytrzymał trudów spotkania i będąc dość bliskim wygranej, zmuszony był poddać mecz z powodu gwałtownych skurczy mięśni. Krecz nastąpił przy stanie 6:1, 1:6, 3:6, 6:6 (na pierwszym miejscu wynik Gardiniego).
Fausto Gardini zapisał też na swoim koncie bogatą kartę reprezentacyjną. W zespole narodowym w Pucharze Davisa występował w latach 1952–1963, wyłącznie w grze pojedynczej, wygrywając 29 pojedynków i przegrywając 9. Wspólnie z takimi znakomitościami jak Nicola Pietrangeli i Orlando Sirola tworzył jedną z silniejszych ekip w dziejach włoskiego tenisa, a zarazem czołową reprezentację Europy tamtego okresu. W 1952 Gardini był w składzie reprezentacji, która najpierw wygrała rywalizację europejską, w międzystrefowym półfinale pokonała Indie i dopiero w spotkaniu z Amerykanami, którego stawką było prawo zagrania z broniącą trofeum Australią, uległa wyraźnie 0:5; Gardini uległ wówczas w pięciu setach Vicowi Seixasowi i w czterech setach Tony’emu Trabertowi. Również w 1955 Włosi awansowali do finału międzystrefowego, tym razem ulegając – również 0:5 – Australijczykom (Gardini grał tylko pierwszego dnia rywalizacji, przegrywając z Lew Hoadem). Wreszcie w 1961 reprezentacja Włoch awansowała szczebel wyżej, w finale międzystrefowym pokonując Amerykanów; Gardini przegrał wówczas z Jonem Douglasem, ale pokonał Whitneya Reeda. W spotkaniu z Australią w Melbourne, już bezpośrednio o Puchar Davisa, miejsce Gardiniego w grze pojedynczej zajął Sirola, który jednak punktu nie zdobył ani w singlu, ani w deblu; ponieważ swoje mecze przegrał też Pietrangeli (w tym debel w parze z Sirolą), trofeum pozostało przy ekipie Harry’ego Hopmana.
W 1962 Włosi, ponownie z Gardinim w składzie, zakończyli swój udział w Pucharze Davisa już na etapie finału strefy europejskiej (porażka ze Szwedami), a rok później w spotkaniu II rundy strefy europejskiej z Hiszpanią. Ten mecz okazał się pożegnaniem Gardiniego z reprezentacją w charakterze zawodnika; ostatni mecz Włoch przegrał ze znanym Hiszpanem Manuelem Santaną. W ciągu jedenastu lat (chociaż grał tylko w sześciu edycjach) w meczach reprezentacyjnych Gardini odniósł zwycięstwa m.in. nad Brytyjczykami Mottramem i Sangsterem, Duńczykami Nielsenem i Ulrichem, Szwedami Davidsonem, Bergelinem i Schmidtem (przegrał natomiast w 1962 z Lundqvistem), Węgrem Istvánem Gulyásem.
W latach 1973–1975 Gardini pełnił funkcję niegrającego kapitana reprezentacji w Pucharze Davisa. Przyszło mu prowadzić kolejne silne pokolenie włoskich graczy – Adriano Panattę, Paolo Bertolucciego, Corrado Barazzuttiego, Antonio Zugarellego. Tenisiści ci w 1976, zaledwie rok po odejściu Gardiniego z funkcji kapitana, sięgnęli pod wodzą Nicoli Pietrangelego po jedyny w historii włoskiego tenisa Puchar Davisa.
Gardini był graczem wysokim (o przydomku „Pająk”), praworęcznym. Podobnie jak większość rodaków specjalizował się w grze na kortach ziemnych.